# Régiment du Dresnay, puis de Léon
Louis Ambroise du Dresnay, marquis, maréchal de camp de l'armée royale et directeur des haras du Léon, émigre en 1791 et commande les chevau-légers de l'armée de Condé en février 1792. Puis, en 1793, il est lieutenant en premier de la division colonelle de la cavalerie noble de la même armée. 
À la fin de l'année 1793, le marquis du Dresnay est chargé par le comte d'Artois de former un régiment avec les émigrés rassemblés à Jersey. Il est chargé de la correspondance de France par Jersey, et son fils et Eleonor Constant d'Amphernet préparent le débarquement des émigrés à Quiberon. Eleonor Constant d'Amphernet mobilise plusieurs centaines de paysans. Il y a à Jersey plusieurs centaines d'émigrés en état de porter les armes. Ce rassemblement, composé moitié de gentilshommes Bretons, moitié de gentilshommes d'autres provinces, mais en plus grande partie Normands, permet à Dresnay de former dans un premier temps le corps noble de volontaires royalistes du Dresnay. 

## Histoire

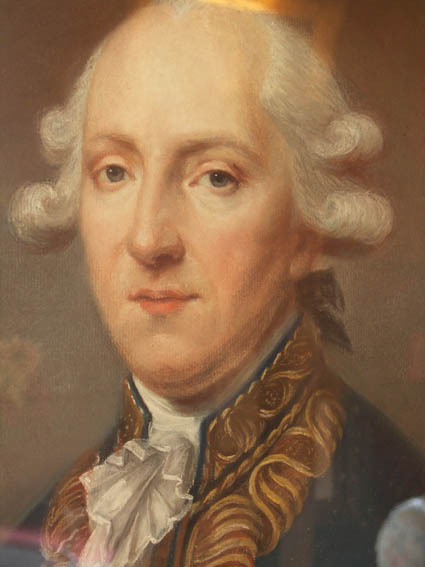
On donne ce régiment à Louis-Antoine de Rohan-Chabot (1733-1807), prince de Léon, juste avant le débarquement.

À Jersey, la situation des nobles est en général fort précaire. Les quelques louis hâtivement rassemblés dans la précipitation du départ, s’épuisent rapidement et la dernière ressource se résume dans l’indemnité mensuelle de 36 livres que leur attribue le gouvernement de Jersey.  
Officiellement créé le 1er août 1794 par le gouvernement anglais qui forme des compagnies nobles, puis un régiment, qui rassemble beaucoup de gentilshommes bretons celui-ci porte le nom de régiment à la cocarde blanche. En avril 1795, 232 volontaires, des marins enfuis en Angleterre, se présentent pour servir sous les ordres du marquis du Dresnay. Les Anglais ajoutent à ces émigrés 500 prisonniers et déserteurs républicains, si possible natifs de Bretagne. Les émigrés anciens officiers de marine bretons vont servir de cadres aux troupes nouvelles
Retenu, par des ordres supérieurs, à Londres, Dresnay est forcé de laisser son régiment avant le débarquement des émigrés à Quiberon, sans pouvoir y prendre part, à cause d’intrigues, selon d’autres sources. Le gouvernement anglais juge que Dresnay a fort à faire avec la formation de ses recrues. Il ordonne que le rassemblement de Jersey formera à l'avenir deux corps séparés. Le commandement du premier doit réunir les gentilshommes Bretons et  est donné à  Louis-Antoine de Rohan-Chabot (1733-1807), prince de Léon, dont le nom, le rang, et les immenses propriétés en Bretagne, doivent rendre ce choix aussi agréable à ses compatriotes qu'il est avantageux, sous tous les rapports, à la cause générale. On appelle donc cette unité : régiment du Dresnay, puis de Léon. Celui du second régiment, qui comprend les émigrés des autres provinces, est conféré au comte du Trésor, gentilhomme Normand, officier général d'un vrai mérite, qui jouit à juste titre de l'estime générale. D’ailleurs, du fait de cette nomination, la plupart des émigrés, en état de porter les armes, qui vivaient à Londres, ou qui étaient dispersés dans les comtés ; d'autres que les bruits qui s'étaient répandus sur le continent, en attirent journellement en Angleterre, fait offre de leurs services.
Le gouvernement anglais se détermine à les envoyer rejoindre les rassemblements de Jersey, et à leur accorder une solde.
C’est donc le régiment de Léon du prince Louis-Antoine de Rohan-Chabot (1733-1807) qui participe au débarquement des émigrés à Quiberon. La scission en deux explique qu’il ne compte que 600 hommes. Dans l'ensemble, la tenue de ses hommes au combat est mauvaise. La plupart sont faits prisonniers et  fusillés après passage devant la commission. Louis Ambroise du Dresnay est mort en exil à Londres en 1798, sans commandement.